# Ruisseau de Lévandès
Le Lévandès est une rivière française du Massif central qui coule dans les départements du Cantal. C'est un affluent de la Truyère en rive gauche, donc un sous-affluent de la Garonne.

## Géographie
De 14,9 km de longueur, le Lévandès prend sa source dans le Cantal  (Aubrac)  et rejoint la Truyère dans le lac du barrage de Sarrans.
Ce cours d'eau à la particularité d'être une frontière naturelle entre toutes les communes qui le borde, (Chaudes-Aigues et Jabrun) et (Espinasse et Lieutades).

## Départements et communes traversés
- Cantal[2] : Chaudes-Aigues, Espinasse, Jabrun, Lieutades

## Principaux affluents
- Ruisseau du Morentés 2,3 km
- Ruisseau de Tailladès 16 km
- Ruisseau du Roc des Mons 4 km